# Clemantine Wamariya
Clemantine Wamariya, née en 1988, est une militante rwandaise des droits humains, rescapée dans sa jeunesse du génocide des Tutsis, en fuyant àtravers le continent africain. Elle reprend des études aux Etats-Unis, devient une militante des droits humains, mais aussi une membre du conseil du Musée mémorial de l’Holocauste à Washington, puis écrit ses mémoires sur sa vie au Rwanda et son expérience aux États-Unis.

## Biographie
Née en 1988,, elle grandit à Kigali, la capitale rwandaise, au sein d’une famille tutsie. Son père exploite une entreprise de taxi et sa mère est femme au foyer. Les premiers signes des tensions apparaissent en 1994 , quand ses parents commencent à parler à voix basse, et que les dîners, le soir, se font sans lumière. Les voisins disparaissent. Un jour, sa mère indique à Clémantine, âgée de 6 ans, et à sa sœur aînée Claire, 15 ans, qu’elles vont résider quelque temps dans la ferme de leur grand-mère à quelques heures au sud, à Butare, près de la frontière burundaise. Mais, quelques jours plus tard, elle doit fuir avec sa sœur Claire cette maison, pour éviter un groupe d'assassins qui s'y présentent,.
Commence alors pour elles une pérégrination de six ans, traversant le fleuve Akanyaru, le lac Tanganyika , et plusieurs pays, le Burundi, le Zaïre (actuelle République démocratique du Congo),  la Tanzanie, etc., jusqu’en Afrique du Sud, d'un camp de réfugiés à un autre, se cachant souvent en journée pour se déplacer la nuit. En 2000, elles parviennent à gagner les États-Unis, et peuvent vivre leur rêve américain.  Sa sœur et elle obtiennent le statut de réfugié par l'entremise de l'Organisation internationale pour les migrations. Claire obtient aussi un emploi comme femme de chambre à Chicago. Clemantine est prise en charge par une famille d’adoption, pensant ne plus jamais revoir sa famille rwandaise. Elle peut par contre reprendre des études,.
A 17 ans, sa mère d’adoption, fan de l’animatrice de télé et productrice Oprah Winfrey, lui apprend que cette animatrise va consacrer une émission de son talk-show, The Oprah Winfrey Show, à La nuit d’Elie Wiesel, un ouvrage que Clemantine  a lu et qui l'a bouleversée, faisant le lien entre sa propre histoire et le récit de Wiesel. Sa mère adoptive l’incite à participer au concours associé à ce projet télévisuel, pour assister à l’enregistrement de l’émission, en présence de l’auteur. Ce qu’elle fait, avec succès,,. Elle est l'une des 50 gagnants du concours de dissertation, ce qui lui permet d’assister, dans le public, au talk-show, avec sa sœur. Au milieu de cette émission, Oprah Winfrey appelle Clémantine et Claire sur scène. Elle leur demande depuis quand elles n’ont plus vu leurs parents. Cela faisait 12 ans. Puis Oprah Winfrey leur remet un courrier de leur père et surtout leur annonce que leur famille est là. Un rideau se lève, et les parents de Clémantine rentrent sur scène. Ils tombent tous dans les bras l'un de l'autre, devant les caméras, dans une success-story très médiatique. Mais les retrouvailles sont courtes, et quelques jours  plus tard, la famille Wamariya, sauf leurs deux filles aînées, doit repartir au Rwanda.
Clemantine Wamariya reprend ses études, est admise à l’Université Yale, puis devient militante des droits humains et conférencière. En 2011, le président Barack Obama la nomme membre du conseil du Musée mémorial de l’Holocauste à Washington. En 2014, elle retourne au Rwanda pour les commémorations du génocide, et décide d’écrire son récit, pour mettre de l’ordre dans son « chaos d’émotion et de mots ». Elle le fait avec l’aide d’une journaliste, Elizabeth Weil. Pendant quatre ans, les deux femmes se retrouvent plusieurs fois par semaine. En 2015, un premier article naît de leur collaboration : « Everything is Yours, Everything is not Yours » (« Tout est à toi, tout n’est pas à toi »), publié sur le site Medium, puis un récit plus complet est rédigé, que Clemantine Wamariya ne souhaite pas linéaire. L'ouvrage alterne le récit de la fuite à travers le continent africain, et la narration de son expérience aux États-Unis.

## Publication
- Clemantine Wamariya et Elizabeth Weil, The Girl Who Smiled Beads: A Story of War and What Comes After, Crown/Archetype, 2018.

## Edition en français
- Clemantine Wamariya et Elizabeth Weil (trad. Julie Groleau), La Fille au sourire de perles, Les Escales, 2019.